# Elezioni parlamentari in Marocco del 2016
Le elezioni parlamentari in Marocco del 2016 si tennero il 7 ottobre per il rinnovo della Camera dei rappresentanti.
L'affluenza alle urne è stata del 43% dei 15,7 milioni di elettori (dato vicino al 45% delle elezioni del 2011). Il partito del primo ministro Abdelilah Benkirane, Partito della Giustizia e dello Sviluppo (PJD), di ispirazione islamica e alla guida dal novembre 2011 della coalizione al governo, ha conquistato 125 seggi su 395, ed è la prima volta nella storia politica del regno che un partito viene riconfermato alla guida del governo. La formazione rivale più accreditata, il Partito Autenticità e Modernità (PAM) che ha vinto le elezioni amministrative nel 2015 ed è ritenuto vicino a re Mohammed VI, ha ottenuto 102 seggi, mentre i conservatori dell'Istiqlal (PI), la formazione politica più longeva della monarchia, si sono fermati a 46 seggi. Tra gli altri partiti, sono riusciti a entrare in Parlamento anche gli indipendenti del Raggruppamento Nazionale degli Indipendenti (RNI) e il Movimento Popolare (MP), rispettivamente con 30 e 21 seggi. Il responso delle urne rende necessaria la formazione di una coalizione di governo.
La mancanza di una maggioranza chiara ha portato ad una fase di stallo nelle trattative per la formazione del nuovo governo, inizialmente affidate al primo ministro uscente Benkirane. Il 17 marzo 2017, perciò, il re conferisce l'incarico di primo ministro a Saâdeddine El Othmani, il quale il 5 aprile successivo presenta la nuova compagine di governo.

## Risultati
| Liste                                                 | Collegio nazionale | Collegio nazionale | Seggi |
| Liste                                                 | Voti               | %                  | Seggi |
| ----------------------------------------------------- | ------------------ | ------------------ | ----- |
| Partito della Giustizia e dello Sviluppo              | 1.618.963          | 27,88              | 125   |
| Partito Autenticità e Modernità                       | 1.216.552          | 20,95              | 102   |
| Partito dell'Indipendenza                             | 620.041            | 10,68              | 46    |
| Raggruppamento Nazionale degli Indipendenti           | 544.118            | 9,37               | 37    |
| Movimento Popolare                                    | 397.085            | 6,84               | 27    |
| Unione Socialista delle Forze Popolari                | 359.600            | 6,19               | 20    |
| Partito del Progresso e del Socialismo                | 273.800            | 4,72               | 12    |
| Unione Costituzionale                                 | 263.720            | 4,54               | 19    |
| Federazione della Sinistra Democratica (PSU-PADS-CNI) | 164.575            | 2,83               | 2     |
| Movimento Democratico e Sociale                       | 77.630             | 1,34               | 3     |
| AHD Addimocrati e Rinnovamento                        | 51.906             | 0,89               | -     |
| Fronte delle Forze Democratiche                       | 49.360             | 0,85               | -     |
| Partito dell'Ambiente e dello Sviluppo Sostenibile    | 35.167             | 0,61               | -     |
| Partito dell'Unità e della Democrazia                 | 23.574             | 0,41               | 1     |
| Altri                                                 | 109.913            | 1,89               | 1     |
| Totale                                                | 5.806.004          |                    | 395   |

- Un seggio è stato assegnato al Partito della Sinistra Verde, concorrente solo in sede di collegio uninominale.